# 隅澤克之
隅澤克之（日语：／ Sumisawa Katsuyuki），日本男編劇。出身於東京都。

## 來歷
作為一名自由編劇，他為Studio Pierrot、東映動畫、日昇動畫負責編劇、劇本統籌。

## 參加作品
粗體字表示劇本統籌作品。

### 電視動畫
1988年
- 海螺小姐
- 貓咪也瘋狂

1989年
- 七龍珠
- 七龍珠Z
- 亂馬½ (1989年版)
- 西瓜皮先生

1990年
- NG騎士檸檬汽水&40
- 七龍珠Z 單獨一人的最終決戰 ～向弗力札挑戰的Z 戰士孫悟空之父～[注 1]

1991年
- 神通小精靈

1992年
- 幽☆遊☆白書
- 美少女戰士
- 超仙魔大戰
- 小小男子漢

1993年
- 美少女戰士R

1994年
- 美少女戰士S
- 超時空要塞7
- 霸王大系龍騎士

1995年
- 新機動戰記鋼彈W

1996年
- 爆走兄弟Let's & Go!!
- 少年桑塔的大冒險（日语：サンタクロースの冒険#テレビアニメ）
- 逮捕令

1997年
- 爆走兄弟Let's & Go!! WGP
- CLAMP學園偵探團
- 秀逗魔導士TRY
- 甜心戰士F

1998年
- 爆走兄弟Let's & Go!! MAX
- 機動神腦
- 時空轉抄納斯卡
- 超速YOYO

1999年
- 微星小超人（日语：ミクロマン・マグネパワーズ）
- 變形金剛Neo（日语：ビーストウォーズネオ 超生命体トランスフォーマー）
- 網路安琪兒
- 機獸新世紀ZOIDS

2000年
- 風雲爆彈娘
- 時間飛船2000 怪盗閃亮超人（日语：タイムボカン2000 怪盗きらめきマン）
- 幻想魔傳 最遊記
- 犬夜叉[注 2]

2001年
- 地球防衛家族
- 旋風的大鏢客（日语：旋風の用心棒）[1]
- 索斯機械獸III
- 聖石小子

2002年
- 東京地底奇兵[2]
- 釣魚迷日記[注 3]
- 火影忍者[注 4]

2003年
- 犬夜叉『特別篇 深愛殺生丸的女子』
- FIRESTORM（日语：FIRESTORM (アニメ)）
- 最遊記RELOAD
- 魔法少年賈修

2004年
- 犬夜叉『特別篇 貳 相逢之前的命運戀歌』
- 烘焙王[3][4]

2005年
- 認真地不認真的怪傑佐羅力
- 機動新撰組 萌之劍TV
- 新宇宙飛龍

2006年
- 怪醫黑傑克21
- 銀魂
- 結界師
- 真仙魔大戰[注 5]
- 人造昆蟲KABUTOBORG V×V

2007年
- 藍龍

2009年
- 犬夜叉 完結篇

2013年
- 蟲奉行

2020年
- 半妖的夜叉姬
- 勇者鬥惡龍 達伊的大冒險 (2020年版)

2021年
- 半妖的夜叉姬 貳之章

2025年
- 未到的我的未來（日语：未ル わたしのみらい）

### 電影動畫
1991年
- 劇場版 勇者鬥惡龍 達伊的大冒險（日语：ドラゴンクエスト ダイの大冒険 (1991年の映画)）

1998年
- 新機動戰記鋼彈W 無盡的華爾茲 特別篇

2001年
- 劇場版 幻想魔傳 最遊記 Requiem 獻給落選者的安魂曲
- 犬夜叉：跨越時代的思念

2002年
- 犬夜叉：鏡中的夢幻城

2003年
- 犬夜叉：天下霸道之劍

2004年
- 劇場版 火影忍者：大活劇！雪姬忍法帖!!
- 犬夜叉：紅蓮的蓬萊島

### OVA
1989年
- 風魔小次郎

1990年
- 湘南爆走族6 GT380 HISTORY

1991年
- 湘南爆走族7 SPO根 瘋狂特輯
- NG騎士檸檬汽水&40 EX 畢克龐貝達城冒險 愛的狂瀾大作戰 1

1992年
- 湘南爆走族8 赤星傳說

1993年
- 湘南爆走族9 我和你祝你好運！
- NG騎士檸檬汽水&40 EX 期待興奮時空 炎之大搜査線 2
- Fantasia（日语：ふぁんたじあ）

1994年
- 霸王大系龍騎士 亞迪傳說

1997年
- 新機動戰記鋼彈W 無盡的華爾茲

1999年
- 超時空要塞7 未收錄52話 最強女艦隊

2007年
- 最遊記RELOAD -burial-

2008年
- It's a Rumic World 犬夜叉 ～黑色鐵碎牙

2014年
- 新機動戰機鋼彈W  Frozen Teardrop 下一場戰鬥（Epyon Ares）(Picture Drama）

2015年
- 機動戰士鋼彈 THE ORIGIN I、II

2016年
- 機動戰士鋼彈 THE ORIGIN III、IV

2017年
- 機動戰士鋼彈 THE ORIGIN V

2018年
- 機動戰士鋼彈 THE ORIGIN VI

### 遊戲
1999年
- 超時空要塞 VF-X2（日语：マクロス VF-X2）（編劇）

### 廣播劇CD
- 超時空要塞7 Docking Festival 用歌拯救銀河（日语：マクロス7 ドッキングフェスティバル 歌は銀河を救う）（劇本）
- 犬夜叉 （少年Sunday特製CD、應募者全員服務）
- 廣播劇專輯
- 犬夜叉第559話 （Wide版全卷預約特典）
- 美少女戰士 原聲音樂
- 新機動戰記鋼彈W 無盡的華爾茲 預防者5

### 小說
- 新機動戰記鋼彈W 無盡的華爾茲（分上、下冊）
- 新機動戰記鋼彈W 冰結的淚滴（日语：新機動戦記ガンダムW Frozen Teardrop）（全13冊）
- 新機動戰機鋼彈W 冰結的淚滴 淺木櫻畫集 Epilogue MC-0023 靜寂的終曲

### 漫畫
- 新機動戰記鋼彈W 無盡的華爾茲 敗者們的榮耀（日语：新機動戦記ガンダムW Endless Waltz 敗者たちの栄光）（負責劇本，全14冊）
- 新機動戰記鋼彈W EPISODE ZERO（編劇）
- ～異傳·繪本草子～ 半妖的夜叉姬（編劇協力）

### 其它
- animate卡式錄音帶 美少女戰士 其一
- animate卡式錄音帶 美少女戰士 其二
- animate卡式錄音帶 美少女戰士R
- 魔法少年賈修插入歌「可拉魯Q的變形體操」（作詞）
- 魔法少年賈修插入歌「Never Say BOIN BABY」（與雷句誠共同作詞）
- 索斯機械獸歌曲（作詞）

## 腳註

## 相關項目
- 日本動畫師列表（日语：アニメ関係者一覧）